# Силы сторон в Прибалтийской стратегической оборонительной операции
Силы сторон в Прибалтийской стратегической оборонительной операции 1941 года

## Количество
Данные о количестве того или иного вооружения, личного состава можно считать приближёнными, так как они разнятся в разных источниках: для примера, где-то учитываются транспортные самолёты и самолёты связи, где-то не учитываются, где-то учитывается количество исправных танков, где-то всех, включая неисправные. Данные по силам Германии являются расчётными, то есть посчитаны исходя из расчётной численности тех или иных соединений.
Тем не менее, ниже в таблицах, когда удалось установить по тем или иным источникам, приводятся более точные данные.

### СССР
На 22 июня 1941 года в Прибалтийском военном округе было 375 863 человека личного состава, при 7467 орудиях и миномётах (без учёта соединений береговой артиллерии Балтийского флота), 1514 танках и 1814 самолётах. (По М. И. Мельтюхову).
Всего в операции принимали участие 440 000 человек из состава Северо-Западного фронта, войск НКВД, ВВС РККА и 58 000 человек из состава Краснознамённого Балтийского флота. (по Г. Ф. Кривошееву)
По впервые опубликованным уже в XXI веке документам, войска Северо-Западного фронта на утро 22 июня 1941 года насчитывали:
- личного состава по списку — 325 559 человек, ещё 44 143 человек находились в частях на больших учебных сборах;
- 3 546 полевых орудий, 2 969 миномётов и 504 зенитных орудия;
- 1 549 танков и самоходных установок (из них 1 274 исправных);
- 1 262 боевых самолёта (из них 1 078 исправных), включая  453 бомбардировщика, 744 истребителя, 5 штурмовиков, 60 разведчиков, 82 самолёта вспомогательной авиации;
- 19 111 автомашин;
- 2 978 тракторов и тягачей;
- 38 826 лошадей.

### Германия
На 22 июня 1941 года, немецкая группировка, задействованная в операции (группа армий «Север» и часть группы армий «Центр»), в своём составе на начало операции насчитывала 787 500 человек, 8348 орудий и миномётов, 1179 танков и 760 самолётов. (По М. И. Мельтюхову).

## Соединения и подразделения СССР в Прибалтийской стратегической оборонительной операции
Ниже перечислены части и подразделения, задействованные в операции на каком-либо её этапе. Состав войск НКВД приведён не полностью, кроме указанных в операции принимали участие, например, дивизии НКВД по охране железнодорожных сооружений. Также не приведены соединения дальней авиации, и подразделения, организационно входящие в дивизии.

### Сухопутные войска
Фронты:
- Северо-Западный фронт
- Северный фронт (авиационными силами, и лишь в последние дни операции в районе Пскова и Луги — сухопутными)

Общевойсковые армии:
- 8-я армия
- 11-я армия
- 27-я армия

#### Пехотные части
| Стрелковые корпуса                                                            | 22.06.1941 | 01.07.1941 | 10.07.1941 |
| ----------------------------------------------------------------------------- | --- | --- | --- |
| 10-й стрелковый корпус                                                        | 10-я стрелковая дивизия 48-я стрелковая дивизия 90-я стрелковая дивизия                                                                        | 10-я стрелковая дивизия 11-я стрелковая дивизия                                                                                            | 10-я стрелковая дивизия 90-я стрелковая дивизия 22-я мотострелковая дивизия оперативных войск НКВД СССР                           |
| Подчинение                                                                    | 8-я армия | 8-я армия | 8-я армия |
| 11-й стрелковый корпус                                                        | 11-я стрелковая дивизия 125-я стрелковая дивизия                                                                                               | 48-я стрелковая дивизия 125-я стрелковая дивизия                                                                                           | 48-я стрелковая дивизия 125-я стрелковая дивизия                                                                                  |
| Подчинение                                                                    | 8-я армия | 8-я армия | 8-я армия |
| 16-й стрелковый корпус                                                        | 5-я стрелковая дивизия 33-я стрелковая дивизия 188-я стрелковая дивизия                                                                        | 5-я стрелковая дивизия 33-я стрелковая дивизия 188-я стрелковая дивизия                                                                    | 70-я стрелковая дивизия 237-я стрелковая дивизия                                                                                  |
| Подчинение                                                                    | 11-я армия | 11-я армия | 11-я армия |
| 22-й стрелковый корпус                                                        | 180-я стрелковая дивизия 182-я стрелковая дивизия                                                                                              | 180-я стрелковая дивизия 182-я стрелковая дивизия                                                                                          | 180-я стрелковая дивизия 182-я стрелковая дивизия                                                                                 |
| Подчинение                                                                    | 27-я армия | Северо-Западный фронт | 11-я армия |
| 24-й стрелковый корпус                                                        | 181-я стрелковая дивизия 183-я стрелковая дивизия                                                                                              | 181-я стрелковая дивизия 183-я стрелковая дивизия                                                                                          | 128-я стрелковая дивизия 181-я стрелковая дивизия                                                                                 |
| Подчинение                                                                    | 27-я армия | 27-я армия | 27-я армия |
| 29-й стрелковый корпус                                                        | 179-я стрелковая дивизия 184-я стрелковая дивизия                                                                                              | 179-я стрелковая дивизия | 5-я стрелковая дивизия 126-я стрелковая дивизия 188-я стрелковая дивизия                                                          |
| Подчинение                                                                    | 11-я армия | Северо-Западный фронт | 27-я армия |
| 41-й стрелковый корпус                                                        | не было в составе войск, участвующих в операции                                                                                                | 111-я стрелковая дивизия 118-я стрелковая дивизия 235-я стрелковая дивизия                                                                 | 111-я стрелковая дивизия 118-я стрелковая дивизия 235-я стрелковая дивизия                                                        |
| Подчинение                                                                    | - | 11-я армия | 11-я армия |
| 65-й стрелковый корпус                                                        | Только управление | Только управление | 23-я стрелковая дивизия 33-я стрелковая дивизия                                                                                   |
| Подчинение                                                                    | Северо-Западный фронт | 8-я армия | 27-я армия |
| Части армейского подчинения 8-й армии                                         | 42-й укреплённый район 46-й укреплённый район                                                                                                  | 22-я мотострелковая дивизия оперативных войск НКВД СССР 42-й укреплённый район                                                             | 11-я стрелковая дивизия 67-я стрелковая дивизия 3-я стрелковая бригада                                                            |
| Части армейского подчинения 11-й армии                                        | 23-я стрелковая дивизия 126-я стрелковая дивизия 128-я стрелковая дивизия 44-й укреплённый район 48-й укреплённый район 45-й укреплённый район | 90-я стрелковая дивизия 126-я стрелковая дивизия 128-я стрелковая дивизия 44-й укреплённый район                                           | 183-я стрелковая дивизия |
| Части армейского подчинения 27-й армии                                        | 16-я стрелковая дивизия 67-я стрелковая дивизия 3-я стрелковая бригада                                                                         | 67-я стрелковая дивизия 3-я стрелковая бригада                                                                                             | - |
| Части фронтового подчинения Северо-Западного фронта                           | 41-й укреплённый район | 23-я стрелковая дивизия 25-й укреплённый район 41-й укреплённый район 45-й укреплённый район 46-й укреплённый район 48-й укреплённый район | 16-я стрелковая дивизия 1-я горнострелковая бригада 25-й укреплённый район 46-й укреплённый район Старо-Русский укреплённый район |
| Части фронтового подчинения Северного фронта (принимавшие участие в операции) | не был задействован в операции | не был задействован в операции | 263-й отдельный пулемётно-артиллерийский батальон 21-й укреплённый район                                                          |

#### Артиллерийские части
| Армия                                                                     | 22.06.1941 | 01.07.1941 | 10.07.1941 |
| ------------------------------------------------------------------------- | --- | --- | --- |
| 8-я армия                                                                 | 9-я артиллерийская бригада ПТО, 47-й, 51-й, 73-й корпусные артиллерийские полки, 39-й, 242-й зенитные артиллерийские дивизионы                                                  | 9-я артиллерийская бригада ПТО, 47-й, 51-й, 73-й корпусные артиллерийские полки, 39-й, 242-й зенитные артиллерийские дивизионы                                                        | 47-й, 51-й, 73-й корпусные артиллерийские полки, 39-й, 242-й зенитные артиллерийские дивизионы |
| 11-я армия                                                                | 10-я артиллерийская бригада ПТО, 270-й, 448-й, 615-й корпусные артиллерийские полки, 110-й, 429-й гаубичные артиллерийские полки, 19-й, 247-й зенитные артиллерийские дивизионы | 10-я артиллерийская бригада ПТО, 448-й корпусной артиллерийский полк, 110-й, 429-й гаубичные артиллерийские полки, 19-й отдельный зенитный артиллерийский дивизион                    | 9-я артиллерийская бригада ПТО, 614-й корпусной артиллерийский полк, 698-й артиллерийский полк ПТО |
| 27-я армия                                                                | 613-й, 614-й корпусные артиллерийские полки, 103-й, 111-й зенитные артиллерийские дивизионы                                                                                     | 613-й корпусной артиллерийский полк, 402-й гаубичный артиллерийский полк, 111-й отдельный зенитный артиллерийский дивизион                                                            | 10-я артиллерийская бригада ПТО, 270-й, 448-й, 613-й корпусные артиллерийские полки, 429-й гаубичный артиллерийский полк, 19-й, 111-й зенитные артиллерийские дивизионы                                                                  |
| Во фронтовом подчинении Северо-Западного фронта                           | 402-й гаубичный артиллерийский полк, 11-й отдельный зенитный артиллерийский дивизион, 10-я, 12-я, 14-я бригады ПВО, Рижский, Эстонский, Каунасский бригадные районы ПВО         | 270-й, 615-й корпусные артиллерийские полки, 11-й, 103-й, 247-й зенитные артиллерийские дивизионы, 10-я, 12-я, 14-я бригады ПВО , Рижский, Эстонский, Каунасский бригадные районы ПВО | 613-й, 614-й, 615-й корпусные артиллерийские полки, 110-й, 402-й гаубичные артиллерийские полки, 11-й, 103-й, 247-й зенитные артиллерийские дивизионы, 10-я, 12-я, 14-я бригады ПВО, Рижский, Эстонский, Каунасский бригадные районы ПВО |
| Во фронтовом подчинении Северного фронта (принимавшие участие в операции) | Псковский бригадный район ПВО, Лужский бригадный район ПВО | Псковский бригадный район ПВО, Лужский бригадный район ПВО | Псковский бригадный район ПВО |

#### Танковые и механизированные части
| Армия                                           | 22.06.1941 | 01.07.1941 | 10.07.1941 |
| ----------------------------------------------- | --- | --- | --- |
| 8-я армия                                       | 12-й механизированный корпус (23-я, 28-я танковые дивизии, 202-я моторизованная дивизия, 10-й мотоциклетный полк) | 12-й механизированный корпус (23-я, 28-я танковые дивизии), 3-й механизированный корпус (2-я, 5-я танковые дивизии, 84-я моторизованная дивизия) | 12-й механизированный корпус (23-я, 28-я танковые дивизии, 202-я моторизованная дивизия)                                                       |
| 11-я армия                                      | 3-й механизированный корпус (2-я, 5-я танковые дивизии, 84-я моторизованная дивизия, 5-й мотоциклетный полк)      | 1-й механизированный корпус (3-я танковая дивизия, 163-я моторизованная дивизия, 5-й мотоциклетный полк), 202-я моторизованная дивизия           | 1-й механизированный корпус (3-я танковая дивизия, 163-я моторизованная дивизия, 5-й мотоциклетный полк)                                       |
| 27-я армия                                      | - | - | 21-й механизированный корпус (42-я, 46-я танковые дивизии, 185-я моторизованная дивизия, 11-й мотоциклетный полк), 84-я моторизованная дивизия |
| Во фронтовом подчинении Северо-Западного фронта | - | 21-й механизированный корпус (42-я, 46-я танковые дивизии, 185-я моторизованная дивизия, 11-й мотоциклетный полк)                                | - |
| Во фронтовом подчинении Северного фронта        | не был задействован в операции                                                                                    | не был задействован в операции | не имелось в составе фронта |

##### Укомплектованность танковых и механизированных соединений
- 1-й механизированный корпус

| Соединение (подразделение)    | Вооружение на 22.06.1941              |
| ----------------------------- | ------------------------------------- |
| Управление                    | ?                                     |
| 3-я танковая дивизия          | 232 БТ-7, 68 Т-26, 50 БА-10, 24 БА-20 |
| 163-я моторизованная дивизия, | 25 БТ-5, 229 Т-26                     |

- 3-й механизированный корпус

| Соединение (подразделение)   | Вооружение на 20.06.1941                                                               |
| ---------------------------- | -------------------------------------------------------------------------------------- |
| Управление                   | 5 БА-10, 5 БА-20                                                                       |
| 2-я танковая дивизия         | 32 КВ-1, 19 КВ-2, 27 Т-28, 116 БТ-7, 19 Т-26, 12 огнемётных танков, 63 БА-10, 27 БА-20 |
| 5-я танковая дивизия         | 50 Т-34, 30 Т-28, 170 БТ-7, 18 Т-26, 56 БА-10, 20 БА-20                                |
| 84-я моторизованная дивизия, | 145 БТ-7, 4 Т-26, 42 БА-10, 6 БА-20                                                    |

- 12-й механизированный корпус

| Соединение (подразделение)    | Вооружение на 22.06.1941                                                                                         |
| ----------------------------- | --- |
| Управление                    | 6 БТ-7, 18 БА-20                                                                                                 |
| 23-я танковая дивизия         | 350 Т-26, 17 танков «Виккерс», 2 танкетки, 9 огнемётных танков, 3 тягача Т-26, 5 БА-10, 15 БА-20                 |
| 28-я танковая дивизия         | 236 БТ-7, 68 Т-26, 9 «Виккерс», 1 огнемётный танк, 15 БА-10, 25 БА-20                                            |
| 202-я моторизованная дивизия, | 65 Т-26, 16 «Виккерс», 6 танков «Фиат 3000», 6 танков «Рено FT-17», 11 танкеток, 1 тягач Т-26, 3 БА-10, 15 БА-20 |

- 21-й механизированный корпус

| Соединение (подразделение)    | Вооружение на 22.06.1941       |
| ----------------------------- | ------------------------------ |
| Всего в корпусе               | 98 танков из них 30 огнемётных |
| 42-я танковая дивизия         | ?                              |
| 46-я танковая дивизия         | ?                              |
| 185-я моторизованная дивизия, | ?                              |

#### Инженерные части
| Армия                                        | 22.06.1941                         | 01.07.1941                         | 10.07.1941                                                                                        |
| -------------------------------------------- | ---------------------------------- | ---------------------------------- | ------------------------------------------------------------------------------------------------- |
| 8-я армия                                    | 25-й инженерный полк               | 29-й отдельный сапёрный батальон   | 29-й, 80-й отдельные сапёрные батальоны                                                           |
| 11-я армия                                   | 38-й отдельный инженерный батальон | 38-й отдельный инженерный батальон | 4-й, 30-й понтонно-мостовые полки                                                                 |
| 27-я армия                                   | -                                  | 25-й инженерный полк               | -                                                                                                 |
| Фронтовое подчинение Северо-Западного фронта | 4-й, 30-й понтонно-мостовые полки  | 4-й, 30-й понтонно-мостовые полки  | 25-й, 38-й отдельные инженерные батальоны, 55-й, 56-й, 57-й отдельные понтонно-мостовые батальоны |
| Фронтовое подчинение Северного фронта        | не был задействован                | не был задействован                | не имелось                                                                                        |

### Части военно-воздушных сил

#### Лётные части
Количество самолётов и дислокация аэродромов приведены по состоянию на 1 июня 1941 года
- 2-я смешанная авиационная дивизия

| Полк                                   | Дислокация               | Вооружение       |
| -------------------------------------- | ------------------------ | ---------------- |
| Управление дивизии                     | Луга                     |                  |
| 2-й бомбардировочный авиационный полк  | Крестцы, Ново-Михайловка | 59 СБ и Ар-2     |
| 44-й бомбардировочный авиационный полк | Старая Русса             | 49 СБ            |
| 58-й бомбардировочный авиационный полк | Старая Русса             | 47 СБ, 17 Пе-2   |
| 65-й штурмовой авиационный полк        | Дно (Гривочки)           | 74 И-15 бис      |
| 158-й истребительный авиационный полк  | Псков, Луга              | 46 И-16, 20 Як-1 |

- 3-я истребительная авиационная дивизия

| Полк                                 | Дислокация | Вооружение                  |
| ------------------------------------ | ---------- | --------------------------- |
| Управление дивизии                   | Горелово   |                             |
| 19-й истребительный авиационный полк | Горелово   | 50 И-16, 20 И-153, 15 МиГ-3 |
| 44-й истребительный авиационный полк | Ропша      | 64 И-16 и И-153             |

- 4-я смешанная авиационная дивизия

Всего в дивизии 197 самолётов, из них 29 неисправных
| Полк                                   | Дислокация | Вооружение      |
| -------------------------------------- | ---------- | --------------- |
| Управление дивизии                     | Таллин     | 2 СБ            |
| 35-й бомбардировочный авиационный полк | Тарту      | 50 СБ           |
| 50-й бомбардировочный авиационный полк | Хаапсалу   | 34 СБ, 5 Пе-2   |
| 63-й бомбардировочный авиационный полк | Куусику    | 43 СБ           |
| 38-й истребительный авиационный полк   | Таллин     | 63 И-16 и И-153 |

- 6-я смешанная авиационная дивизия

Всего в дивизии 250 самолётов, из них 35 неисправных
| Полк                                   | Дислокация | Вооружение    |
| -------------------------------------- | ---------- | ------------- |
| Управление дивизии                     | Рига       | 1 СБ, 1 И-153 |
| 21-й истребительный авиационный полк   | Рига       | 65 И-16       |
| 31-й бомбардировочный авиационный полк | Елгава     | 60 СБ         |
| 148-й истребительный авиационный полк  | Лиепая     | 69 И-153      |
| 40-й бомбардировочный авиационный полк | Вентспилс  | 54 СБ         |

- 7-я смешанная авиационная дивизия

Всего в дивизии 188 самолётов, из них 24 неисправных
| Полк                                   | Дислокация | Вооружение        |
| -------------------------------------- | ---------- | ----------------- |
| Управление дивизии                     | Елгава     | 1 СБ              |
| 10-й истребительный авиационный полк   | Шавли      | 36 И-16, 23 МиГ-3 |
| 9-й бомбардировочный авиационный полк  | Паневежис  | 54 СБ             |
| 46-й бомбардировочный авиационный полк | Шавли      | 61 СБ и Ар-2      |
| 241-й штурмовой авиационный полк       | Елгава     | 13 И-153          |

- 8-я смешанная авиационная дивизия

Всего в дивизии 316 самолётов, из них 27 неисправных
| Полк                                  | Дислокация | Вооружение                       |
| ------------------------------------- | ---------- | -------------------------------- |
| Управление дивизии                    | Каунас     | 1 СБ                             |
| 15-й истребительный авиационный полк  | Алитус     | 82 И-153 и И-15 бис, 62 МиГ-3    |
| 31-й истребительный авиационный полк  | Каунас     | 32 И-16 и И-15, 54 МиГ-1 и МиГ-3 |
| 61-й штурмовой авиационный полк       | Кейданы    | 80 И-153 и И-15 бис, 5 Ил-2      |
| 240-й истребительный авиационный полк | Ионишкис   | 13 И-15 бис                      |

- 39-я истребительная авиационная дивизия

| Полк                                  | Дислокация       | Вооружение          |
| ------------------------------------- | ---------------- | ------------------- |
| Управление дивизии                    | Пушкин           |                     |
| 154-й истребительный авиационный полк | Пушкин (Зайцево) | 47 И-16 и И-153     |
| 155-й истребительный авиационный полк | Пушкин (Городец) | 27 И-16             |
| 156-й истребительный авиационный полк | Пушкин (Лезье)   | 50 И-16 (на 22.06.) |
| 196-й истребительный авиационный полк | Пушкин           | МиГ-3               |

- 54-я истребительная авиационная дивизия

| Полк                                  | Дислокация     | Вооружение      |
| ------------------------------------- | -------------- | --------------- |
| Управление дивизии                    | Левашово       |                 |
| 26-й истребительный авиационный полк  | Углово         | 52 И-16 и И-153 |
| 157-й истребительный авиационный полк | Левашово       | 38 И-16         |
| 191-й истребительный авиационный полк | Ленинград      | 34 И-16 и И-153 |
| 192-й истребительный авиационный полк |                | И-153]          |
| 193-й истребительный авиационный полк | Антропшино     | И-16 и МиГ-3    |
| 194-й истребительный авиационный полк | Пушкин (Лезье) | И-16 и И-153    |
| 195-й истребительный авиационный полк |                | И-16]           |

- 57-я смешанная авиационная дивизия

Всего в дивизии 243 самолётов, из них 30 неисправных
| Полк                                   | Дислокация | Вооружение               |
| -------------------------------------- | ---------- | ------------------------ |
| Управление дивизии                     | Вильнюс    | ?                        |
| 42-й истребительный авиационный полк   | Вильнюс    | 101 И-153 и И-15 бис     |
| 54-й бомбардировочный авиационный полк | Вильнюс    | 68 СБ и Ар-2, 7 Пе-2     |
| 49-й истребительный авиационный полк   | Даугавпилс | 67 И-16, И-153, И-15 бис |
| 237-й истребительный авиационный полк  | Ораны      | ?                        |

- 311-й разведывательный авиационный полк

Всего в полку 50 самолётов.
| Полк                                    | Дислокация | Вооружение            |
| --------------------------------------- | ---------- | --------------------- |
| 311-й разведывательный авиационный полк |            | 50 самолётов СБ и Р-Z |

- 312-й разведывательный авиационный полк

Всего в полку 6 самолётов, из них 0 неисправных
| Полк                                    | Дислокация | Вооружение |
| --------------------------------------- | ---------- | ---------- |
| 312-й разведывательный авиационный полк | Рига       | 6 СБ       |

- 22-й корпусной авиаотряд 22-го эстонского стрелкового корпуса (7 лёгких бомбардировщиков Hawker Hart, 5 Hs-126 и около 10 легкомоторных машин)
- 24-й корпусной авиаотряд 24-го латышского стрелкового корпуса (10 самолётов «Stampe» SV-5)
- 29-й корпусной авиаотряд 29-го литовского стрелкового корпуса (9 АНБО-41, 3 АНБО-51, 1 «Гладиатор I»).
- 103-я отдельная корпусная авиационная эскадрилья

Всего в составе ВВС РККА на начало Прибалтийской операции в районе операции было 1211 самолётов (162 новых типов), из них 425 бомбардировщиков (45 новых типов), 93 штурмовика (5 новых типов), 621 истребитель (92 новых типов), 56 разведывательных самолётов (0 новых типов), 66 корректировщиков (20 новых типов), 957 боеготовых экипажей, из них 126 обученных к полётам на новых типах самолётов.

#### Воздушно-десантные войска
- 5-й воздушно-десантный корпус, в составе 9-й, 10-й и 201-й воздушно-десантных бригад.

В составе 5-го воздушно-десантного корпуса, относящегося по подчинённости к ВВС РККА, но используемого как обычное стрелковое соединение, по разным оценкам было от 8000 до 10000 человек (личным составом полностью укомплектован), однако укомплектование вооружением не было закончено.

### Войска НКВД
| Дивизии                                                 | Пограничные войска | Военно-воздушные силы                 | Морские силы                                |
| ------------------------------------------------------- | --- | ------------------------------------- | ------------------------------------------- |
| 22-я мотострелковая дивизия оперативных войск НКВД СССР | 6-й пограничный отряд войск НКВД 8-й пограничный отряд войск НКВД 10-й пограничный отряд войск НКВД 12-й пограничный отряд войск НКВД 105-й пограничный отряд войск НКВД 106-й пограничный отряд войск НКВД 107-й пограничный отряд войск НКВД | 11-я отдельная авиационная эскадрилья | 2-й Балтийский отряд пограничных судов НКВД |

### Военно-морской флот
Приведены наиболее крупные соединения флота и наиболее крупные корабли. По состоянию на 22.06.1941 года, все приведённые боевые единицы числились в составе действующей армии, что даёт основание полагать что они в той или иной мере принимали участие в Прибалтийской стратегической оборонительной операции.
: См. также Балтийский флот СССР во время Великой Отечественной войны
- Командование и штаб Краснознамённого Балтийского флота

#### Военно-морские базы
- Кронштадтская военно-морская база
- Либавская военно-морская база
- Прибалтийская военно-морская база
- 1-я военно-морская база специального назначения
- 2-я военно-морская база специального назначения

#### Соединения флота
- Эскадра кораблей, в том числе:
  - Линейный корабль «Марат»
  - Линейный корабль «Октябрьская революция»
  - 3-й дивизион эсминцев
  - 4-й дивизион эсминцев
  - 5-й дивизион эсминцев
  - Дивизион сторожевых кораблей
- Отряд лёгких сил в том числе:
  - Крейсер «Киров»
  - Крейсер «Максим Горький»
  - 1-й дивизион эсминцев
  - 2-й дивизион эсминцев
- 1-я бригада подводных лодок

| Дивизион                     | Подводные лодки                             |
| ---------------------------- | ------------------------------------------- |
| 1-й дивизион подводных лодок | С-1, С-3, С-4, С-5, С-6, С-7, С-8, С-9      |
| 2-й дивизион подводных лодок | С-10, С-101, С-102                          |
| 3-й дивизион подводных лодок | Л-3, «Калев», «Лембит», «Ронис», «Спидола», |
| 4-й дивизион подводных лодок | М-71, М-77, М-78, М-79, М-80, М-81, М-83    |

- 2-я бригада подводных лодок

| Дивизион                     | Подводные лодки                                        |
| ---------------------------- | ------------------------------------------------------ |
| 6-й дивизион подводных лодок | Щ-309, Щ-310, Щ-311                                    |
| 7-й дивизион подводных лодок | Щ-317, Щ-318, Щ-319, Щ-320, Щ-322, Щ-323, Щ-324        |
| 8-й дивизион подводных лодок | М-90, М-94, М-95, М-96, М-97, М-98, М-99, М-102, М-103 |

- Учебная бригада подводных лодок

| Дивизион                                                    | Подводные лодки                                           |
| ----------------------------------------------------------- | --------------------------------------------------------- |
| 9-й дивизион подводных лодок                                | М-72, М-73, М-74, М-75, М-76                              |
| 13-й дивизион подводных лодок 14-й дивизион подводных лодок | Щ-303, Щ-304, К-3, К-21, К-22, К-23, Л-1, Л-2, С-11, С-12 |

- 1-я бригада торпедных катеров
  - 1-й дивизион торпедных катеров
  - 2-й дивизион торпедных катеров
- 2-я бригада торпедных катеров
  - 3-й дивизион торпедных катеров
  - 4-й дивизион торпедных катеров
- Шхерный отряд кораблей
  - 1-й дивизион канонерских лодок
  - 2-й дивизион канонерских лодок
- Отдельный учебный дивизион подводных лодок

| Дивизион                                   | Подводные лодки                                             |
| ------------------------------------------ | ----------------------------------------------------------- |
| Отдельный учебный дивизион подводных лодок | П-1, П-2, П-3, Щ-301, Щ-302, Щ-305, Щ-306, Щ-307, Б-2, L-55 |

- Бригада траления Балтийского флота

#### Надводный плавсостав
- Линейные корабли

Линейный корабль «Марат», Линейный корабль «Октябрьская революция»
- Крейсеры

Крейсер «Киров», Крейсер «Максим Горький»
- Эсминцы

Эскадренный миноносец «Артём», Эскадренный миноносец «Володарский», Эскадренный миноносец «Гневный», Эскадренный миноносец «Гордый», Эскадренный миноносец «Грозящий», Гвардейский эскадренный миноносец «Вице-адмирал Дрозд», Эскадренный миноносец «Калинин», Эскадренный миноносец «Карл Маркс», Эскадренный миноносец «Ленин», Эскадренный миноносец «Яков Свердлов», Эскадренный миноносец «Свирепый», Эскадренный миноносец «Сердитый», Эскадренный миноносец «Сильный», Эскадренный миноносец «Скорый», Эскадренный миноносец «Славный», Эскадренный миноносец «Смелый», Эскадренный миноносец «Сметливый», Эскадренный миноносец «Статный», Эскадренный миноносец «Стерегущий», Эскадренный миноносец «Сторожевой», Эскадренный миноносец «Страшный», Эскадренный миноносец «Строгий», Эскадренный миноносец «Стройный», Эскадренный миноносец «Суровый», Эскадренный миноносец «Энгельс»
- Лидеры

«Минск», «Ленинград»
- Канонерские лодки

«Амгунь», «Бира», «Бурея», «Волга», «Зея», «Кама», «Красное Знамя», «Лахта», «Москва», «Нора», «Ока», «Олекма», «Пионер», «Селемджа», «Сестрорецк», «Шексна», «И-8»
- Сторожевые корабли

«Аметист», «Буря», «Вирсайтис», «Вихрь», «Гангутец», «Касатка», «Коралл», «ЛК-1», «ЛК-2», «Ост», «Пурга», «Разведчик», «Степан Разин», «Снег», «Туча», «Уран», «Циклон», «Чапаев»
- Минные и сетевые заградители

"Вайндло, «Ижора», «Марти» (гвардейский), «Керн», «Ристна», «Суропи», «Урал», «Азимут», «Вятка», «Гарибальди», «Онега»
Также в плавсоставе флота были в различных типах и сериях торпедные катера, бронекатера, тральщики, катера-тральщики, сторожевые катера, малые охотники, учебные корабли, десантные корабли, посыльные суда, гидрографические суда, спасательные суда, плавучие базы, санитарные суда, ледоколы, транспорты, танкеры, опытовые суда, пожарные суда, брандвахтенные суда, буксиры, катера-дымзавесчики, мотоботы, плавучие мастерские, доки, шхуны, блокшивы, баржи, станции беспроводного размагничивания.

#### Военно-воздушные силы Балтийского флота
Командующий ВВС КБФ — генерал-майор авиации В. В. Ермаченков
- 8-я бомбардировочная авиационная бригада ВВС Балтийского флота

Базировалась в Ленинградской области на аэродромах Беззаботное, Котлы, Копорье, Клопицы. На вооружении бригады был 15 СБ (из них два неисправных), 82 ДБ-3 и ДБ-3ф (из них 4 неисправных)
| Полк                                                         | Вооружение      |
| ------------------------------------------------------------ | --------------- |
| Управление бригады                                           | ?               |
| 1-й минно-торпедный авиационный полк ВВС Балтийского флота   | 61 ДБ-3 и ДБ-3ф |
| 57-й бомбардировочный авиационный полк ВВС Балтийского флота | 15 СБ и 21 ДБ-3 |

- 10-я смешанная авиационная бригада ВВС Балтийского флота

Базировалась на аэродромах Таллин, Ханко, Пярну и Керстово
| Полк                                                         | Вооружение                                                   |
| ------------------------------------------------------------ | ------------------------------------------------------------ |
| Управление бригады                                           | ?                                                            |
| 13-й истребительный авиационный полк ВВС Балтийского флота   | И-16 и И-153                                                 |
| 71-й истребительный авиационный полк ВВС Балтийского флота   | 56 И-153, 3 МиГ-3, 8 Як-1, 3 И-15 бис, 2 УТ-1, 1 УТ-2, 3 У-2 |
| 73-й бомбардировочный авиационный полк ВВС Балтийского флота | 43 СБ и 18 Ар-2                                              |

- 61-я истребительная авиационная бригада ВВС Балтийского флота

Базировалась в Новом Петергофе
| Полк                                                                       | Вооружение                                                      |
| -------------------------------------------------------------------------- | --------------------------------------------------------------- |
| Управление бригады                                                         | ?                                                               |
| 5-й истребительный авиационный полк ВВС Балтийского флота                  | 64 И-16, 29 МиГ-3, 13 И-15 бис, 7 УТИ-4, 1 УТ-2, 3 УТ-1 и 6 У-2 |
| 13-я отдельная истребительная авиационная эскадрилья ВВС Балтийского флота | 24 И-16, 11 И-15, 4 УТИ, 3 УТ-1, 3 У-2                          |

- Отдельные части ВВС КБФ

| Часть                                                                      | Аэродром                       | Вооружение                      |
| -------------------------------------------------------------------------- | ------------------------------ | ------------------------------- |
| 15-й авиационный полк ВВС Балтийского флота                                | Выборг, Ораниенбаум, Вейно     | 34 МБР-2, 8 Че-2, 6 КОР-1       |
| 1-й учебный авиационный полк ВВС Балтийского флота                         |                                |                                 |
| 2-й учебный резервный авиационный полк ВВС Балтийского флота               |                                |                                 |
| 12-я отдельная истребительная авиационная эскадрилья ВВС Балтийского флота | Липино                         | 30 И-153, 1 УТ-2, 2 УТ-1, 3 У-2 |
| 15-я отдельная авиационная эскадрилья ВВС Балтийского флота                | Сааремаа                       | 17 МБР-2                        |
| 18-я отдельная авиационная эскадрилья ВВС Балтийского флота                | Ораниенбаум                    | МБР-2                           |
| 19-я отдельная авиационная эскадрилья ВВС Балтийского флота                | Горовалдайское озеро           | Че-2                            |
| 22-я отдельная авиационная эскадрилья ВВС Балтийского флота                | Вейно                          | Че-2                            |
| 41-я отдельная авиационная эскадрилья ВВС Балтийского флота                | Рига                           | МБР-2                           |
| 43-я отдельная авиационная эскадрилья ВВС Балтийского флота                | Либава                         | 40 МБР-2                        |
| 44-я отдельная авиационная эскадрилья ВВС Балтийского флота                | Таллин                         | МБР-2                           |
| 58-я отдельная авиационная эскадрилья ВВС Балтийского флота                | Пейпия                         | МБР-2                           |
| 71-я отдельная авиационная эскадрилья ВВС Балтийского флота                | Копорье                        | СБ                              |
| 81-я отдельная авиационная эскадрилья ВВС Балтийского флота                | Ханко                          | 12 МБР-2                        |
| 85-я отдельная авиационная эскадрилья ВВС Балтийского флота                |                                | МБР-2                           |
| 104-я отдельная авиационная эскадрилья ВВС Балтийского флота               | Куммолово                      | 16 И-16, 1 УТ-1, 1 У-2.         |
| 131-я смешанная авиационная эскадрилья ВВС Балтийского флота               |                                |                                 |
| Санитарное авиационное звено ВВС КБФ                                       |                                |                                 |
| 23-е авиационное звено связи ВВС КБФ                                       |                                |                                 |
| Корабельное авиационное звено линкора «Марат»                              | Линкор «Марат»                 |                                 |
| Корабельное авиационное звено линкора «Октябрьская Революция»              | Линкор «Октябрьская Революция» |                                 |

Всего в ВВС флота было 57 торпедоносцев, 131 бомбардировщик, 368 истребителей, 151 разведывательный самолёт, всего 707 самолётов, при 727 готовых экипажах. Кроме того, в составе ВВС флота было 156 транспортных, санитарных самолётов и самолётов связи.

#### Береговые части
В составе флота имелись части береговой обороны, сведённые в районы и секторы береговой обороны, части морской пехоты, части ПВО.
В береговой обороне насчитывалось 424 орудия различных калибров, однако значительная часть которых располагалась в восточной части Финского залива.
В системе ПВО флота имелись:
- 1-й полк зенитной артиллерии
- 2-й полк зенитной артиллерии
- 2-й гвардейский зенитный артиллерийский полк
- 3-й полк зенитной артиллерии
- 4-й полк зенитной артиллерии
- 5-й полк зенитной артиллерии
- 8-й полк зенитной артиллерии
- 9-й полк зенитной артиллерии

Всего: 352 орудия.

## Силы Германии и её союзников в Прибалтийской стратегической наступательной операции
Части и соединения вермахта, войск СС, люфтваффе и кригсмарине приведены по состоянию на 22.06.1941 года, то есть на начало операции. Не приводятся подразделения, входившие в состав дивизий.

### Сухопутные войска

#### Группа армий «Север»(Heeresgruppe «Nord»)
- 16-я полевая армия (16.А)

| Армейские корпуса                   | Состав корпуса                                                                                             |
| ----------------------------------- | --- |
| 2-й армейский корпус (II.A.K.)      | 12-я пехотная дивизия (12.Inf.Div) 32-я пехотная дивизия (32.Inf.Div) 121-я пехотная дивизия (121.Inf.Div) |
| 10-й армейский корпус (X.A.K.)      | 30-я пехотная дивизия (30.Inf.Div) 126-я пехотная дивизия (126.Inf.Div)                                    |
| 28-й армейский корпус (XXVIII.A.K.) | 122-я пехотная дивизия (122.Inf.Div) 123-я пехотная дивизия (123.Inf.Div)                                  |

- 18-я полевая армия (18.А)

| Армейские корпуса                    | Состав корпуса                                                                                         |
| ------------------------------------ | --- |
| 1-й армейский корпус (I.A.K.)        | 1-я пехотная дивизия (1.Inf.Div) 11-я пехотная дивизия (11.Inf.Div) 21-я пехотная дивизия (21.Inf.Div) |
| 26-й армейский корпус (XXVI.A.K.)    | 61-я пехотная дивизия (61.Inf.Div) 217-я пехотная дивизия (217.Inf.Div)                                |
| 38-й армейский корпус (XXXVIII.A.K.) | 58-я пехотная дивизия (58.Inf.Div) 291-я пехотная дивизия (291.Inf.Div)                                |

- 4-я танковая группа (4.Pz.Gr)

| Моторизованные корпуса                     | Состав корпуса |
| ------------------------------------------ | --- |
| 41-й моторизованный корпус (XXXXI.A.K.(m)) | 1-я танковая дивизия (1.Pz.Div) 6-я танковая дивизия (6.Pz.Div) 36-я моторизованная дивизия (36.Mot.Div) 3-я моторизованная дивизия СС «Тотенкопф» (36.Mot.Div.SS) 269-я пехотная дивизия (269.Inf.Div) |
| 56-й моторизованный корпус (LVI.A.K.(m))   | 8-я танковая дивизия (8.Pz.Div) 3-я моторизованная дивизия (3.Mot.Div) 290-я пехотная дивизия (290.Inf.Div)                                                                                             |

- В подчинении штаба группы армий

| Армейские корпуса                 | Состав корпуса |
| --------------------------------- | --- |
| 23-й армейский корпус (XXIII.A.K) | 206-я пехотная дивизия (206.Inf.Div) 251-я пехотная дивизия (251.Inf.Div)                                          |
| 101-й тыловой район               | 207-я охранная дивизия (207.Sich.Div) 281-я охранная дивизия (281.Sich.Div) 285-я охранная дивизия (285.Sich.Div)' |

- В подчинении главного командования сухопутных сил (при группе армий «Север»)

| Армейские корпуса              | Состав корпуса |
| ------------------------------ | -------------- |
| 50-й армейский корпус (L.A.K.) |                |

##### Иные соединения группы армий «Север»
Помимо указанных частей группе армий Север из резерва ОКХ были выделены:
- дивизион самоходных артиллерийских установок;
- 5 батарей самоходных артиллерийских установок;
- 6 пушечных дивизионов 105-мм орудий;
- 2 пушечных дивизиона 150-мм орудий;
- 11 дивизионов тяжёлых полевых гаубиц;
- 2 смешанных артиллерийских дивизиона;
- 4 мортирных дивизиона 210-мм орудий;
- 2 дивизиона химических миномётов;
- полк шестиствольных химических миномётов;
- 3 истребительно-противотанковых дивизиона;
- 2 зенитных батальона;
- 2 зенитно-артиллерийских дивизиона РГК;
- 7 зенитных батарей;
- 2 железнодорожные батареи;
- 3 бронепоезда;
- 2 самокатных батальона;
- 1 пулемётный батальон;
- 9 дивизионов артиллерийской инструментальной разведки;
- 2 батареи привязных аэростатов;
- 13 сапёрных батальонов;
- 5 мотостроительных батальонов;
- 21 строительный батальон;
- 8 дорожно-строительных батальонов;
- 1 дегазационный отряд
- 1 дорожно-дегазационный отряд

##### Укомплектованность танковых дивизий группы армий «Север»
В составе танковых дивизий группы армий «Север» на 22 июня 1941 года находились
- 41-й моторизованный корпус

| Дивизия              | Вооружение                                                 |
| -------------------- | ---------------------------------------------------------- |
| 1-я танковая дивизия | 43 Pz.II, 71 Pz.III, 20 Pz IV, 11 Pz.Bef                   |
| 6-я танковая дивизия | 47 Pz.II, 155 Pz.35(t), 30 Pz IV, 5 Pz.Bef.35(t), 8 Pz.Bef |

- 56-й моторизованный корпус

| Дивизия              | Вооружение                                                 |
| -------------------- | ---------------------------------------------------------- |
| 8-я танковая дивизия | 49 Pz.II, 118 Pz.38(t), 30 Pz IV, 7 Pz.Bef.35(t), 8 Pz.Bef |

#### Группа армий «Центр»(Heeresgruppe «Mitte»)
Была задействована в операции частью сил
- 9-я полевая армия (9.A)

| Армейские корпуса              | Состав корпуса                                                      |
| ------------------------------ | ------------------------------------------------------------------- |
| 5-й армейский корпус (V.A.K.)  | 5-я пехотная дивизия (5.Inf.Div) 35-я пехотная дивизия (35.Inf.Div) |
| 6-й армейский корпус (VI.A.K.) | 6-я пехотная дивизия (6.Inf.Div) 26-я пехотная дивизия (26.Inf.Div) |

- 3-я танковая группа (3.Pz.Gr)

| Моторизованные корпуса                     | Состав корпуса |
| ------------------------------------------ | --- |
| 39-й моторизованный корпус (IIIIX.A.K.(m)) | 7-я танковая дивизия (7.Pz.Div) 20-я танковая дивизия (20.Pz.Div) 14-я моторизованная дивизия (14.Mot.Div) 20-я моторизованная дивизия (20.Mot.Div) |
| 57-й моторизованный корпус (LVII.A.K.(m))  | 12-я танковая дивизия (12.Pz.Div) 19-я танковая дивизия (19.Pz.Div) 18-я моторизованная дивизия (18.Mot.Div)                                        |

##### Укомплектованность танковых дивизий группы армий «Центр»
В составе танковых дивизий группы армий «Центр» на 22 июня 1941 года находились
- 39-й моторизованный корпус

| Дивизия               | Вооружение                                                 |
| --------------------- | ---------------------------------------------------------- |
| 7-я танковая дивизия  | 53 Pz.II, 167 Pz.38(t), 30 Pz IV, 7 Pz.Bef.38(t), 8 Pz.Bef |
| 20-я танковая дивизия | 44 Pz.I, 31 Pz.II, 121 Pz.38(t), 31 Pz IV, 2 Pz.Bef.38(t)  |

- 57-й моторизованный корпус

| Дивизия               | Вооружение                                                 |
| --------------------- | ---------------------------------------------------------- |
| 12-я танковая дивизия | 40 Pz.I, 33 Pz.II, 109 Pz.38(t), 30 Pz IV, 8 Pz.Bef.38(t)  |
| 19-я танковая дивизия | 42 Pz.I, 35 Pz.II, 110 Pz.38(t), 30 Pz IV, 11 Pz.Bef.38(t) |

### Люфтваффе

#### Количество самолётов
1-й воздушный флот (Luftflotte 1), в котором находилось: 271 бомбардировщик, 384 истребителя, 10 дальних разведчиков, 56 погодных и морских разведчиков, 62 транспортных самолёта, всего 602 самолёта.
Кроме того, в тактическом подчинении группы армий «Север» находились 52 дальних разведчика, 87 ближних разведчиков, 84 самолёта связи, 5 транспортных самолётов.
Таким образом, с учётом сил морской авиации и воздушного округа «Кёнигсберг», группу армий «Север» в операции поддерживали 830 самолётов.
К этому надо добавить части 2-го воздушного флота, поддерживающие группу армий «Центр» и, соответственно, обеспечивающие действия её северного фланга.

#### Организация
- 1-й авиационный корпус (I.Fliegercorps) в составе:
  - 1-я бомбардировочная эскадра «Гинденбург» (Kampfgeschwader 1 «Hindenburg»)

| Группа                | Состав группы                                                                 | Аэродром  | Вооружение      |
| --------------------- | ----------------------------------------------------------------------------- | --------- | --------------- |
| Штаб эскадры          |                                                                               | Повунден  | He 111H         |
| 1-я группа (I./KG1)   | 1-я эскадрилья (1./KG1) 2-я эскадрилья (2./KG1) 3-я эскадрилья (3./KG1)       | ?         | Ju 88А          |
| 2-я группа (II./KG1)  | 4-я эскадрилья (4./KG1) 5-я эскадрилья (5./KG1) 6-я эскадрилья (6./KG1)       | Повунден  | Ju 88А          |
| 3-я группа (III./KG1) | 7-я эскадрилья (7./KG1) 8-я эскадрилья (8./KG1) 9-я эскадрилья (9./KG1)       | Айхвальде | Ju 88А          |
| 4-я группа (IV./KG1)  | 10-я эскадрилья (10./KG1) 11-я эскадрилья (11./KG1) 12-я эскадрилья (12./KG1) |           | He 111H, Ju 88А |

В составе 2-й и 3-й группы было 59 Ju 88 из них исправных 56
- - 76-я бомбардировочная эскадра (Kampfgeschwader 76)

| Группа                 | Состав группы                                                                    | Аэродром    | Вооружение |
| ---------------------- | -------------------------------------------------------------------------------- | ----------- | ---------- |
| Штаб эскадры           |                                                                                  | Гердауен    | Ju 88А     |
| 1-я группа (I./KG76)   | 1-я эскадрилья (1./KG76) 2-я эскадрилья (2./KG76) 3-я эскадрилья (3./KG76)       | Гердауен    | Ju 88А     |
| 2-я группа (II./KG76)  | 4-я эскадрилья (4./KG76) 5-я эскадрилья (5./KG76) 6-я эскадрилья (6./KG76)       | Юргенфельд  | Ju 88А     |
| 3-я группа (III./KG76) | 7-я эскадрилья (7./KG76) 8-я эскадрилья (8./KG76) 9-я эскадрилья (9./KG76)       | Шиппенбейль | Ju 88А     |
| 4-я группа (IV./KG76)  | 10-я эскадрилья (10./KG76) 11-я эскадрилья (11./KG76) 12-я эскадрилья (12./KG76) | Гибельштадт | Ju 88А     |

В составе эскадры было 90 самолётов из них исправных 69
- - 77-я бомбардировочная эскадра (Kampfgeschwader 76)

| Группа                 | Состав группы                                                              | Аэродром       | Вооружение |
| ---------------------- | -------------------------------------------------------------------------- | -------------- | ---------- |
| Штаб эскадры           |                                                                            | Хейлигейнбейль | Ju 88А     |
| 1-я группа (I./KG77)   | 1-я эскадрилья (1./KG77) 2-я эскадрилья (2./KG77) 3-я эскадрилья (3./KG77) | Йесау          | Ju 88А     |
| 2-я группа (II./KG77)  | 4-я эскадрилья (4./KG77) 5-я эскадрилья (5./KG77) 6-я эскадрилья (6./KG77) | Вормдитт       | Ju 88А     |
| 3-я группа (III./KG77) | 7-я эскадрилья (7./KG77) 8-я эскадрилья (8./KG77) 9-я эскадрилья (9./KG77) | Хейлигейнбейль | Ju 88А     |

В составе эскадры был 91 самолёт из них исправных 67
- - 54-я истребительная эскадра «Зелёное сердце» (Jagdgeschwader 54 «Grünherz»)

| Группа                 | Состав группы                                                              | Аэродром          | Вооружение |
| ---------------------- | -------------------------------------------------------------------------- | ----------------- | ---------- |
| Штаб эскадры           |                                                                            | Тракенен          | Bf 109F    |
| 1-я группа (I./JG54)   | 1-я эскадрилья (1./JG54) 2-я эскадрилья (2./JG54) 3-я эскадрилья (3./JG54) | Лиденталь         | Bf 109F    |
| 2-я группа (II./JG54)  | 4-я эскадрилья (4./JG54) 5-я эскадрилья (5./JG54) 6-я эскадрилья (6./JG54) | Тракенен          | Bf 109F    |
| 3-я группа (III./JG54) | 7-я эскадрилья (7./JG54) 8-я эскадрилья (8./JG54) 9-я эскадрилья (9./JG54) | Блюменфельд/Лашен | Bf 109F    |

- - 2-я группа 53-я истребительной эскадры «Туз пик» (Jagdgeschwader 53 «Pik As») (II./JG53)

| Группа                | Состав группы                                                              | Аэродром | Вооружение |
| --------------------- | -------------------------------------------------------------------------- | -------- | ---------- |
| 2-я группа (II./JG53) | 4-я эскадрилья (4./JG53) 5-я эскадрилья (5./JG53) 6-я эскадрилья (6./JG53) | Сувалки  | Bf 109F    |

- - две разведывательные эскадрильи (50 самолётов)

Всего в группе армий «Север» насчитывалось (с учётом подразделений морской авиации) до 430 боевых самолётов, а учитывая авиацию, поддерживающую группу армий «Центр» — до 760 самолётов.

### Кригсмаринеи ВМС Финляндии
- Морская группа «Норд» (Marinegruppenkommandos «Nord») в которую входила Морская станция Балтийского моря (Marinestation der Ostsee).

#### Плавсостав
Несмотря на то, что в состав кригсмарине, предназначенный для действий против Балтийского флота входили броненосцы «Шлезвиг-Гольштейн» и «Шлезиен», крейсера «Нюрнберг» и «Кёльн», 4 лёгких крейсера, 11 эскадренных миноносцев, 23 миноносца, 85 подводных лодок, 19 тральщиков, 10 минных заградителей и 28 торпедных катеров, много сторожевых катеров, самоходных десантных барж и паромов, они далеко не все были задействованы в операции.
В операции были задействованы: 28 торпедных катеров (частично учебных), 5 подводных лодок (учебных) из состава 22-й учебной флотилии — «U-140», «U-142», «U-144», «U-145» и «U-149», 10 минных заградителей, 3 флотилии современных тральщиков, 5 флотилий паровых рыболовных траулеров (тральщиков-искателей и сторожевиков), 2 флотилии тральщиков (100-тонные мотоботы), 3 прорывателя магнитных минных заграждений, 2 тральщика с мотоботами на борту.
В состав финских ВМС входили 2 броненосца береговой обороны «Ilmarinen» и «Vainamoinen», 5 подводных лодок «Vetehinen», «Vesihiisi», «Iku-Turso», «Vesikko», «Saukko», 7 торпедных катеров «Sisu», «Hurja», «Isku», «Syoksy», «Nuoli», «Vinha», «Raju», 4 канонерские лодки «Hameenmaa», «Uusimaa», «Turunmaa» и «Karjala», 3 минных заградителя «Louhi», «Ruotsinsalmi», «Rulahti», 5 катеров минных заградителей «Pommi», «Muna», «Loitu», «Lieska», «Paukku», 14 сторожевых катеров, 2 тральщика, 7 ледоколов.

#### Военно-воздушные силы
- Авиационная группа «Остзее» (Flugzeugüberführungsgruppe Ostsee или Fl. Fü. Ostsee) в состав которой входили:

| Соединение                                                                            | Состав | Дислокация                                                                    | Вооружение                                                                                        |
| ------------------------------------------------------------------------------------- | --- | ----------------------------------------------------------------------------- | ------------------------------------------------------------------------------------------------- |
| 806-я бомбардировочная группа (Kampfgruppe 806 или KGr.806)                           | Штаб (Stab/KGr.806) 1-я эскадрилья (1./KGr.806) 2-я эскадрилья (2./KGr.806) 3-я эскадрилья (3./KGr.806)                        | Проверен (кроме 1./KGr.806 с 22.06.1941 дислоцировавшейся в Марви, Финляндия) | 36 Ju 88А                                                                                         |
| 125-я морская разведывательная группа. (Aufklärungsgruppe 125 (See) или Aufkl.Gr.125) | Штаб (Stab/Aufkl.Gr.125) 1-я эскадрилья (1./ Aufkl.Gr.125) 2-я эскадрилья (2./ Aufkl.Gr.125) 3-я эскадрилья (3./ Aufkl.Gr.125) | Фишхаузен                                                                     | Stab/Aufkl.Gr.125 He 60 1./ Aufkl.Gr.125 He 60 2./ Aufkl.Gr.125 He 114C-1 3./ Aufkl.Gr.125 Ar 95A |

Строго говоря, авиационная группа «Остзее» организационно входила в состав люфтваффе, так как своих военно-воздушных сил кригсмарине практически не имел.

#### Береговые части
Артиллерийские батареи береговой обороны и части ПВО.

## Дислокация сухопутных сил к началу операции

### Соединения, занимающие позиции на границе и вблизи неё
Приводятся с севера на юг, в одной графе приблизительно указаны соединения, противостоящие друг другу. Надо иметь в виду, что многие советские соединения не успели занять свои, указанные в таблице, районы развёртывания.
| Соединение РККА                               | Место дислокации соединения РККА | Соединение вермахта                                                                     | Место дислокации соединения вермахта |
| --------------------------------------------- | -------------------------------- | --------------------------------------------------------------------------------------- | ------------------------------------ |
| 16-я стрелковая дивизия                       | Таллин                           | -                                                                                       | -                                    |
| 3-я стрелковая бригада                        | остров Сааремаа                  | -                                                                                       | -                                    |
| стрелковый полк 16-й стрелковой дивизии       | Пярну                            | -                                                                                       | -                                    |
| 114-й стрелковый полк 67-й стрелковой дивизии | Вентспилс                        | -                                                                                       | -                                    |
| 67-я стрелковая дивизия                       | Лиепая — Павилоста               | -                                                                                       | -                                    |
| 10-я стрелковая дивизия                       | Куляй                            | 291-я пехотная дивизия 61-я пехотная дивизия 217-я пехотная дивизия                     | Мемель и по границе на юг от Мемеля  |
| 90-я стрелковая дивизия                       | Шилале                           | 207-я охранная дивизия 11-я пехотная дивизия 1-я пехотная дивизия 21-я пехотная дивизия | по границе севернее Тильзита         |
| 125-я стрелковая дивизия                      | Баганяй                          | 1-я танковая дивизия 6-я танковая дивизия 1-я пехотная дивизия 21-я пехотная дивизия    | по границе северо-западнее Тильзита  |
| 48-я стрелковая дивизия                       | юго-западнее Расейняй            | 269-я пехотная дивизия 290-я пехотная дивизия 8-я танковая дивизия                      | по границе западнее Тильзита         |
| 5-я стрелковая дивизия                        | Лукше                            | 30-я пехотная дивизия 126-я пехотная дивизия                                            | по границе юго-западнее Тильзита     |
| 33-я стрелковая дивизия                       | Пильвишки                        | 122-я пехотная дивизия 123-я пехотная дивизия                                           | по границе западнее Куссена          |
| 188-я стрелковая дивизия                      | Вилкавишкис                      | 121-я пехотная дивизия 12-я пехотная дивизия 32-я пехотная дивизия                      | по границе западнее Гумбиненна       |
| 126-я стрелковая дивизия                      | Симно                            | 26-я пехотная дивизия 6-я пехотная дивизия 20-я танковая дивизия 7-я танковая дивизия   | по границе западнее Гольдапа         |
| 128-я стрелковая дивизия                      | Сэрзе                            | 35-я пехотная дивизия 5-я пехотная дивизия 161-я пехотная дивизия 28-я пехотная дивизия | по границе западнее Сувалок          |

Непосредственно на границе располагались заставы 106-го (от Паланги и южнее), а затем 107-го погранотрядов.

### Соединения в ближнем тылу

#### СССР
| Соединение РККА                     | Место дислокации соединения РККА |
| ----------------------------------- | -------------------------------- |
| 28-я танковая дивизия               | северо-западнее Шяуляя           |
| 73-й корпусной артиллерийский полк  | Шяуляй                           |
| 23-я танковая дивизия               | Плунге                           |
| 47-й корпусной артиллерийский полк  | восточнее Варняй                 |
| 9-я артиллерийская бригада ПТО      | северо-западнее Кельме           |
| 202-я моторизованная дивизия        | западнее Кельме                  |
| 11-я стрелковая дивизия             | восточнее Скаудвиле              |
| 2-я танковая дивизия                | Ионава                           |
| 23-я стрелковая дивизия             | восточнее Ионавы                 |
| 84-я моторизованная дивизия         | Кайшядорис                       |
| 179-я стрелковая дивизия            | Побредзе                         |
| 5-я танковая дивизия                | Алитус                           |
| 429-й гаубичный артиллерийский полк | Алитус                           |
| 184-я стрелковая дивизия            | Лентварце                        |

#### Германия
| Соединение вермахта         | Место дислокации соединения вермахта             |
| --------------------------- | ------------------------------------------------ |
| 58-я пехотная дивизия       | побережье Балтийского моря западнее Тильзита     |
| 254-я пехотная дивизия      | побережье Балтийского моря юго-западнее Тильзита |
| 36-я моторизованная дивизия | Тильзит                                          |
| 3-я моторизованная дивизия  | юго-восточнее Тильзита                           |
| дивизия СС «Тотенкопф»      | юго-восточнее Тильзита                           |
| 251-я пехотная дивизия      | Гумбиненн                                        |
| 281-я охранная дивизия      | восточнее Алленбурга                             |
| 206-я пехотная дивизия      | Даркемен                                         |
| 253-я пехотная дивизия      | Гольдап                                          |
| 20-я моторизованная дивизия | северо-западнее Сувалок                          |
| 14-я моторизованная дивизия | западнее Сувалок                                 |
| 18-я моторизованная дивизия | южнее Сувалок                                    |
| 19-я танковая дивизия       | Лик                                              |

## Дислокация частей на конец операции
Линия фронта по окончании операции сдвинулась на расстояние до 500 километров и на 9 июля 1941 года проходила приблизительно по линии Балтийское море — район севернее Пярну — вдоль реки Пярну — прорыв немецких войск на Марьямаа в направлении Таллина — Пыльтсамаа — северный берег озера Выртъясарв, Тарту, западный берег Чудского озера восточнее Тарту — восточный берег Псковского озера — несколько севернее и северо-восточнее Пскова — прорыв немецких войск в направлении Порхов — Дно и затем на юго-юго-запад по относительно прямой до Опочки. Южнее Опочки до Полоцка занимала оборону 22-я армия Западного фронта
В том же направлении с севера на юг оборону занимали:
- остатки 10-й стрелковой дивизии (примыкая к Балтийскому морю)
- 22-я мотострелковая дивизия оперативных войск НКВД СССР
- остатки 11-й стрелковой дивизии
- остатки 48-й стрелковой дивизии
- остатки 125-й стрелковой дивизии (примыкая к Чудскому озеру)
- остатки 90-й стрелковой дивизии
- остатки 111-й стрелковой дивизии
- 183-я стрелковая дивизия
- 235-я стрелковая дивизия
- 182-я стрелковая дивизия
- 180-я стрелковая дивизия
- 163-я моторизованная дивизия
- 128-я стрелковая дивизия
- 181-я стрелковая дивизия
- 185-я моторизованная дивизия
- 46-я танковая дивизия (СССР)